# HD 40307 g
HD 40307 g est une planète extrasolaire de type super-Terre orbitant dans la zone habitable de l'étoile HD 40307. Elle est située à 42 années-lumière de la Terre dans la constellation australe du Peintre.

## Découverte
La planète a été découverte par la méthode des vitesses radiales, en utilisant le spectromètre à haute résolution HARPS de l'ESO,,.
La découverte a été faite par une équipe d'astronomes dirigée par Mikko Tuomi de l'université d'Hertfordshire et Guillem Anglada-Escudé de l'université de Göttingen.

Non encore confirmée, cette découverte propulse HD 40307 g au 4e rang des exoplanètes potentiellement « habitables ».

## Habitabilité
Selon le coauteur Hugh Jones, de l'université du Hertfordshire en Angleterre « L'orbite plus longue de la nouvelle planète signifie que son climat et son atmosphère pourraient être juste appropriés pour permettre la vie. »

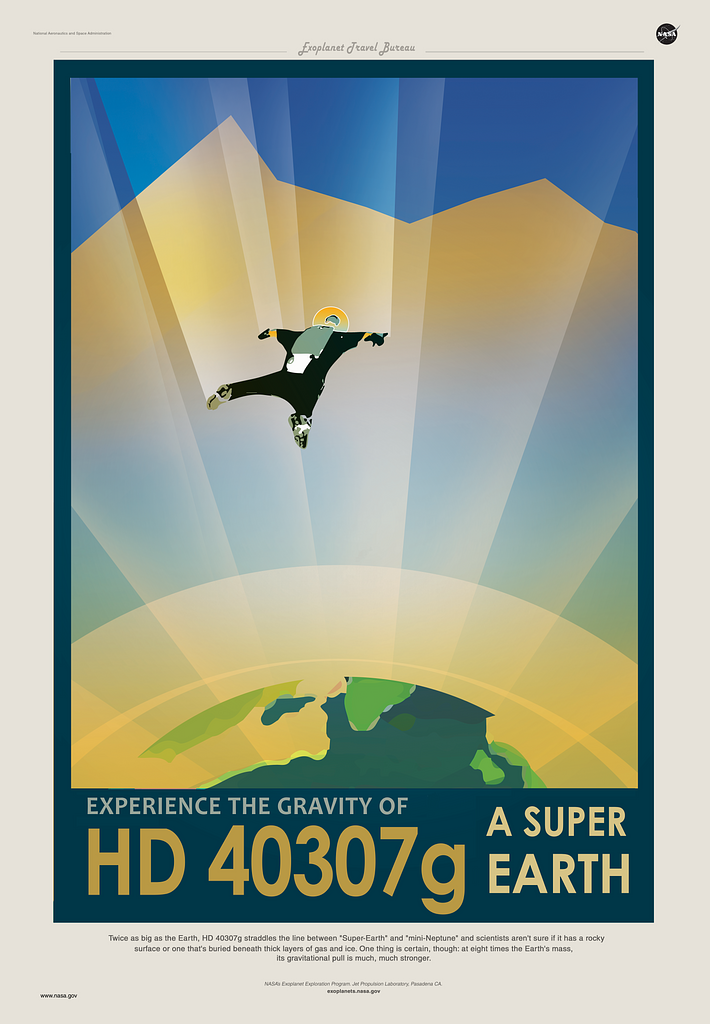
Poster du NASA Exoplanets Exploration Program's Exoplanet Travel Bureau (2018).

HD 40307g évolue à 0,6 UA de son étoile HD 40307 (une naine orange). Elle est donc dans la zone d'habitabilité. HD 40307 étant moins lumineuse que notre Soleil, cette zone est plus proche d'elle. À 0,6 UA, soit 98 millions de km, elle reçoit à peu près le même ensoleillement que notre planète, située à 149 millions de km de son étoile.
De plus, et c'est une première pour une telle exoplanète, elle en est suffisamment loin pour que sa rotation ne soit pas synchronisée avec sa révolution. En d'autres termes, elle ne présente pas toujours sa même face à son soleil, comme le font d'autres exoplanètes dont une moitié de la surface est brûlée sous un jour permanent tandis que l'autre est plongée dans une nuit éternelle.
Cette exoplanète pourrait donc abriter une atmosphère et de l'eau liquide, offrant un environnement très similaire à celui de la Terre au Soleil. La gravité, en revanche, est plus importante : 1,9 fois celle que nous ressentons sur Terre.